# Thai-Airways-Flug 114
Am 3. März 2001 brannte auf dem Thai-Airways-Flug 114 (Flugnummer: TG114) eine Boeing 737-400 der Thai Airways vor dem Start vom Flughafen Bangkok-Don Mueang infolge einer Tankexplosion aus, während sie für das Boarding vorbereitet wurde. Von den 8 an Bord befindlichen Besatzungsmitgliedern kam eine Person ums Leben.

## Flugzeug
Die Boeing 737-400 mit dem Luftfahrzeugkennzeichen HS-TDC war nach ihrem Erstflug am 22. August 1991 neu an Thai Airways ausgeliefert worden. Sie wurde auf den Namen Narathiwat getauft und war zum Zeitpunkt des Unfalls 9 Jahre und 7 Monate alt. Die Maschine hatte die Seriennummer 25321. Es handelte sich um die 2113. produzierte Boeing 737, montiert wurde sie im Boeing-Werk in Renton, Washington. Die Maschine war mit zwei CFM International CFM56-Triebwerken ausgestattet.

## Unfallverlauf

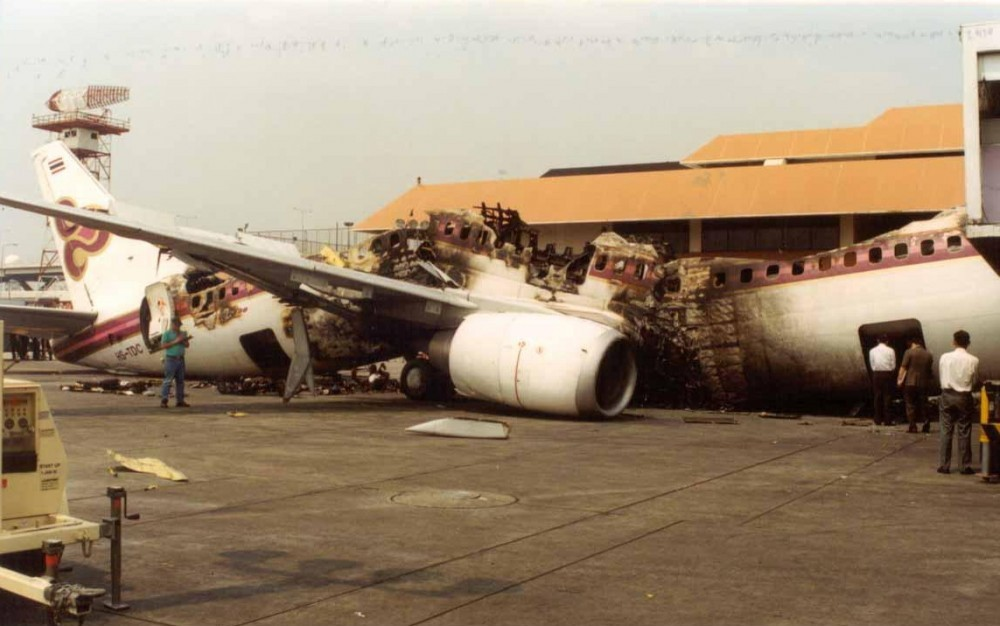
Das Wrack der explodierten Maschine

Am 3. März 2001 stand die Maschine an einem Flugsteig des Terminals für Inlandsflüge am Flughafen Bangkok-Don Mueang und wurde für den nächsten Flug vorbereitet, als es plötzlich zu einer Explosion mit anschließendem Brand kam. Da das Boarding noch nicht stattgefunden hatte, befand sich nur die achtköpfige Besatzung an Bord. Von dieser konnten sich sieben Personen aus der brennenden Maschine retten, eine Flugbegleiterin kam ums Leben. Sechs der sieben Überlebenden wurden schwer verletzt.

## Ursache
Die Unfallursache konnte nicht zweifelsfrei festgestellt werden. Als wahrscheinlichste Ursache gelten jedoch entzündete Kerosindämpfe, die durch die starke Aufheizung der Tanks durch die direkt daneben befindlichen Aggregate der Klimaanlage entstanden. Die Maschine stand zuvor mit laufender Klimaanlage etwa 40 Minuten bei 35 Grad Celsius in der Sonne.
Da der Ministerpräsident Thailands, Thaksin Shinawatra sowie dessen Sohn Panthongtae das Flugzeug besteigen sollten und die Explosion sich unterhalb der Sitze ereignet hatte, wurde darüber spekuliert, dass es sich um einen Bombenanschlag gehandelt haben könnte. Diese These konnte jedoch nicht bestätigt werden.